# Луостарі
Луостарі (від фін. Luostari - монастир) - селище (військове містечко) в Печенезькому районі Мурманської області. Населення 2 260 чоловік (2010).

## Історія
Свою назву селище отримало завдяки Успенській пустині при стародавньому Трифоновому Печензькому монастирі. Пустинь була поставлена на місці кончини святого  Трифона Печенезького.
У роки Другої світової війни територія використовувалася гітлерівською коаліцією для нападу на Заполяр'я. Зайнята військами 14-ї армії Карельського фронту в жовтні 1944 року в ході Петсамо-Кіркенеської наступальної операції .
На військово-повітряній базі Луостарі Північного флоту проходив службу Юрій Гагарін після закінчення Оренбурзького льотного училища (1957 - 1960). 13 грудня 1962 року з селища був виділений окремий населений пункт Луостарі Нове.

## Інфраструктура
- Гарнізон Верхнє Луостарі (Луостарі-2): пошта, магазини, дитячий садок, початкова школа (з 1981 по 20 ?? рр.). У грудні 1997 р 856-й самохідно-артилерійський полк (в/ч 08628), що становив основну частину гарнізону та забезпечував в основному підтримку інфраструктури, був розформований, артилерійські дивізіони передані до складу 200-ї окремої мотострілецької бригади [1]. У гарнізоні також базувалися в/ч 41599 (5-й армійський артилерійський полк) та в/ч 86789 (окремий армійський розвідувально-артилерійський дивізіон).
- Гарнізон Нижня Луостарі (Луостарі-1): дитячий садочок, в/ч 08275 (танкові війська, ракетні війська, ремонтний батальйон). Влітку 2012 року з'явилися повідомлення про те, що військові також залишають гарнізон Нижня Луостарі [2].